# Cementerio Nacional de Arlington

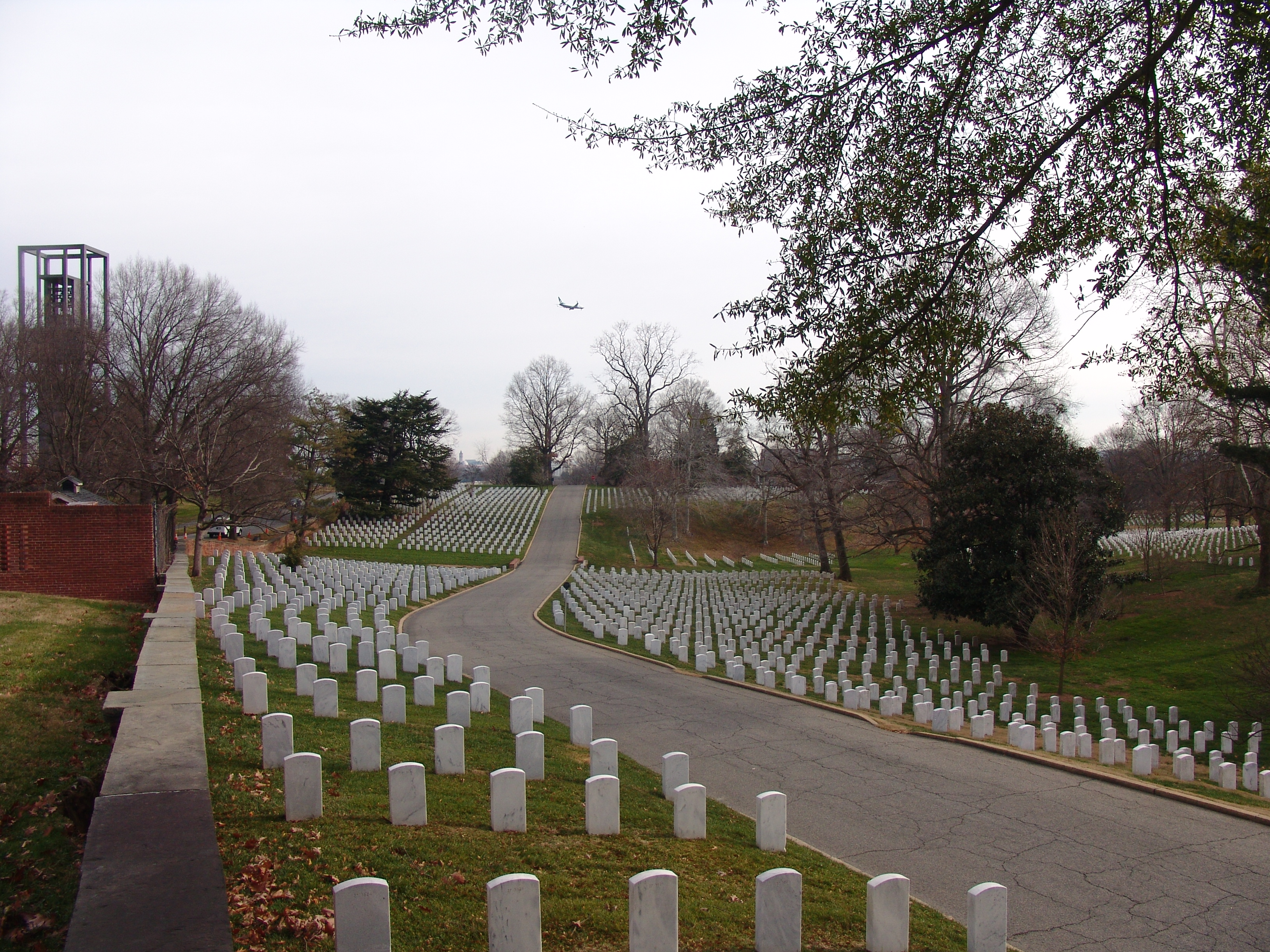
Vista general del Cementerio Nacional de Arlington en diciembre de 2012.

El Cementerio Nacional de Arlington en Arlington, Virginia, es un cementerio militar estadounidense establecido durante la guerra de Secesión, en terrenos que pertenecían al general confederado Robert E. Lee. Está situado cerca del Río Potomac, en las proximidades del Pentágono.
Veteranos de todas las guerras están enterrados en este cementerio, desde la guerra de Independencia de los Estados Unidos hasta las guerras de Afganistán e Irak.

## Distribución
El cementerio se divide en 70 secciones; hay en reserva áreas al suroriente y al poniente para futura expansión. La sección N.º 60, al suroriente, se usa para los perecidos en la Guerra contra el terrorismo desde el 2001. En la sección N.º 21, así llamada «de las enfermeras», yacen muchas de ellas, amén de un monumento a las enfermeras de la guerra hispano-estadounidense y otro a las enfermeras militares. Otra sección, la colina de Los Capellanes, tiene monumentos a capellanes caídos durante la Gran Guerra, y otros a capellanes protestantes, católicos y judíos.
En 1901, las tumbas de soldados confederados dispersas por el cementerio fueron trasladadas a una sección confederada, la N.º 16, según autorización de la legislatura nacional de 1900, a iniciativa del entonces presidente, William McKinley.  En junio de 1914, las Hijas Unidas de la Confederación concluyeron un monumento a la Confederación, que fue inaugurado por el presidente Woodrow Wilson.  La obra, en bronce, fue diseñada por Moses Ezekiel, quien al fallecer en 1917 fue sepultado en ella, ya que era veterano confederado; una comisión del gobierno decidió en 2022 eliminar el monumento.  Las lápidas de la sección son angulares, que no redondeadas.
Más de 3800 antiguos esclavos, a quienes se les llamaba "contrabands" durante la guerra de Secesión, yacen en la sección N.º 27.  Sus lápidas rezan ya sea "civil" o "ciudadano".

## Tumba de los desconocidos
La Tumba de los desconocidos, conocida también como la Tumba al soldado desconocido, no ha recibido nunca un nombre oficial. Está situada en la cima de una colina del condado de Arlington, mirando hacia la ciudad de Washington D. C.
La tumba es uno de los sitios más populares del cementerio. Está hecha de siete piezas de granito con un peso total de 72 toneladas. Fue abierta al público el 9 de abril de 1932. La tumba tiene un guardia permanente las 24 horas del día, todos los días del año.

## Otras tumbas

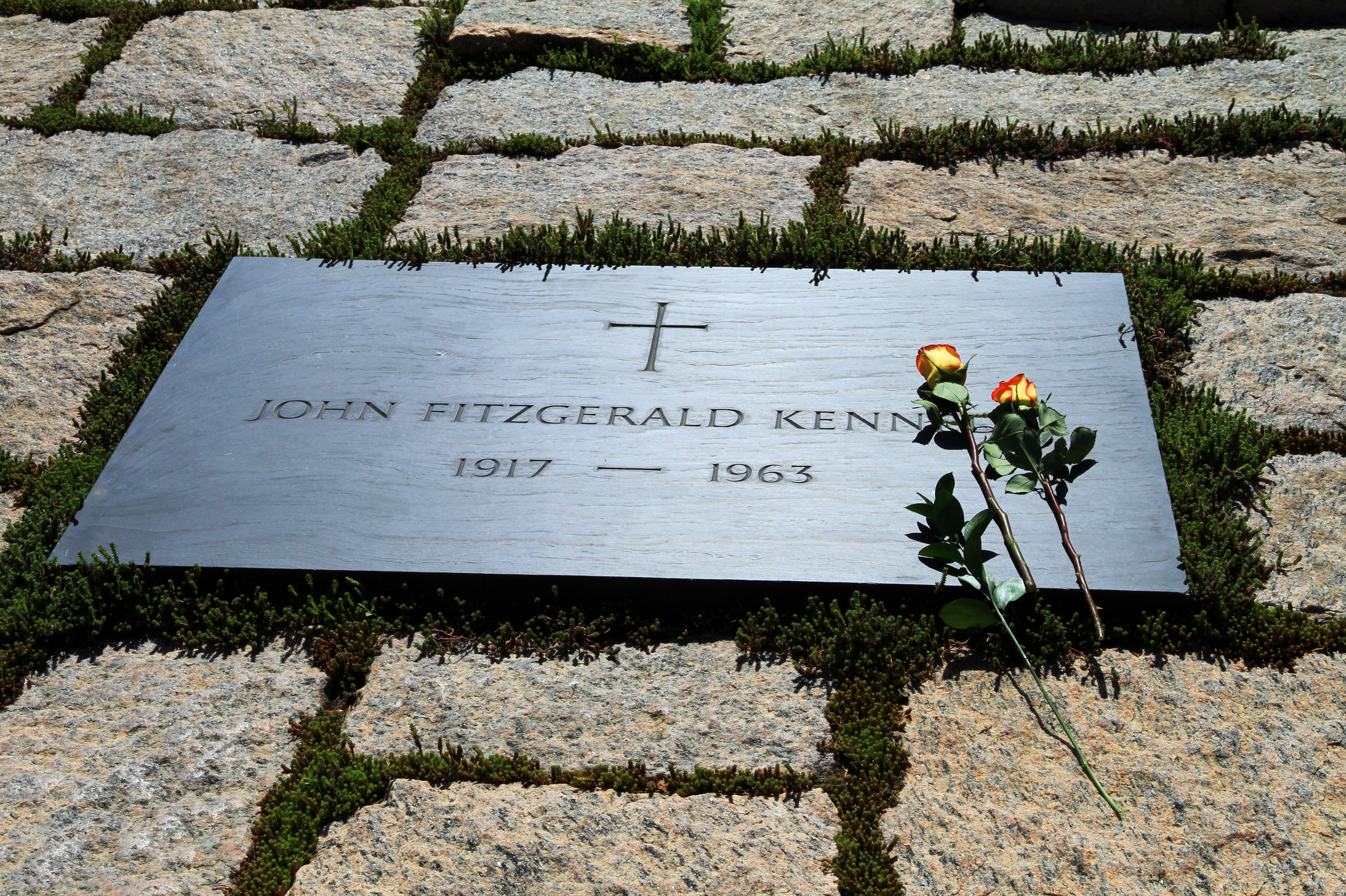
Tumba de John Fitzgerald Kennedy

Otros sitios visitados con frecuencia es el Memorial Iwo Jima y la tumba con la "llama eterna" del presidente John F. Kennedy, junto a quien están enterrados su esposa Jacqueline y dos de sus hijos (Arabella y Patrick). Muy cerca de ahí está enterrado su hermano, el senador Robert F. Kennedy, y desde 2009, también se encuentra enterrado su otro hermano, el senador Edward M. Kennedy.
Es curioso que, estando dicho cementerio reservado a los militares y a aquellos que prestaron valiosos servicios militares a su país en distintas guerras, esté allí enterrado el expresidente William Howard Taft, quien nunca fue militar.
El Memorial del transbordador espacial Challenger está dedicado a la tripulación del vuelo STS-51-L, que el 28 de enero de 1986 murió durante el lanzamiento de la nave. Aunque la mayoría de los restos fueron identificados y devueltos a sus familiares para un funeral privado, en Arlington se enterraron los restos de aquellos que no se pudieron identificar. Además, dos miembros de la tripulación, Francis Scobee y Michael Smith, están enterrados en este cementerio. Hay un memorial similar dedicado a la tripulación que falleció en el accidente del transbordador Columbia el 1 de febrero de 2003.
Otro de los memoriales del cementerio está dedicado a las víctimas del ataque terrorista del 11 de septiembre al Pentágono con el vuelo 77 de American Airlines. El memorial incluye el nombre de los 184 muertos, militares y civiles, en la instalación militar. Existe otro memorial a las 259 personas que perdieron la vida en el Vuelo 103 de Pan Am, en Escocia. El avión estalló en 1988 por una bomba colocada en su interior, atentado en el que 190 de las víctimas fueron estadounidenses.
Una tumba muy famosa de este cementerio, y considerada la tumba más peligrosa del mundo, está ubicada en la Sección 31 del mismo y corresponde a Richard Leroy McKinley, un especialista militar fallecido el 3 de enero de 1961, víctima de una explosión nuclear en el reactor SL-1. Su cadáver absorbió una cantidad tan grande de radiación que se encuentra forrado con un nilón especial sellado al vacío y dentro de un sarcófago sellado hecho de plomo, y este a su vez envuelto con varias capas de algodón y plástico, todo guardado dentro de dos bóvedas más, una sobre otra y debajo del suelo, selladas y reforzadas cada una con capas de metal de 30 centímetros. La radiación que emite el cadáver mataría toda forma de vida que esté cerca en cuestión de segundos si estuviera expuesto. Aunque su sepultura y su lápida es similar a la de los demás militares enterrados en el cementerio, se encuentra custodiada por guardias de seguridad que tienen órdenes de disparar a cualquier persona que se acerque con una pala u otra herramienta para excavar y desenterrar el sarcófago de McKinley.

## Galería

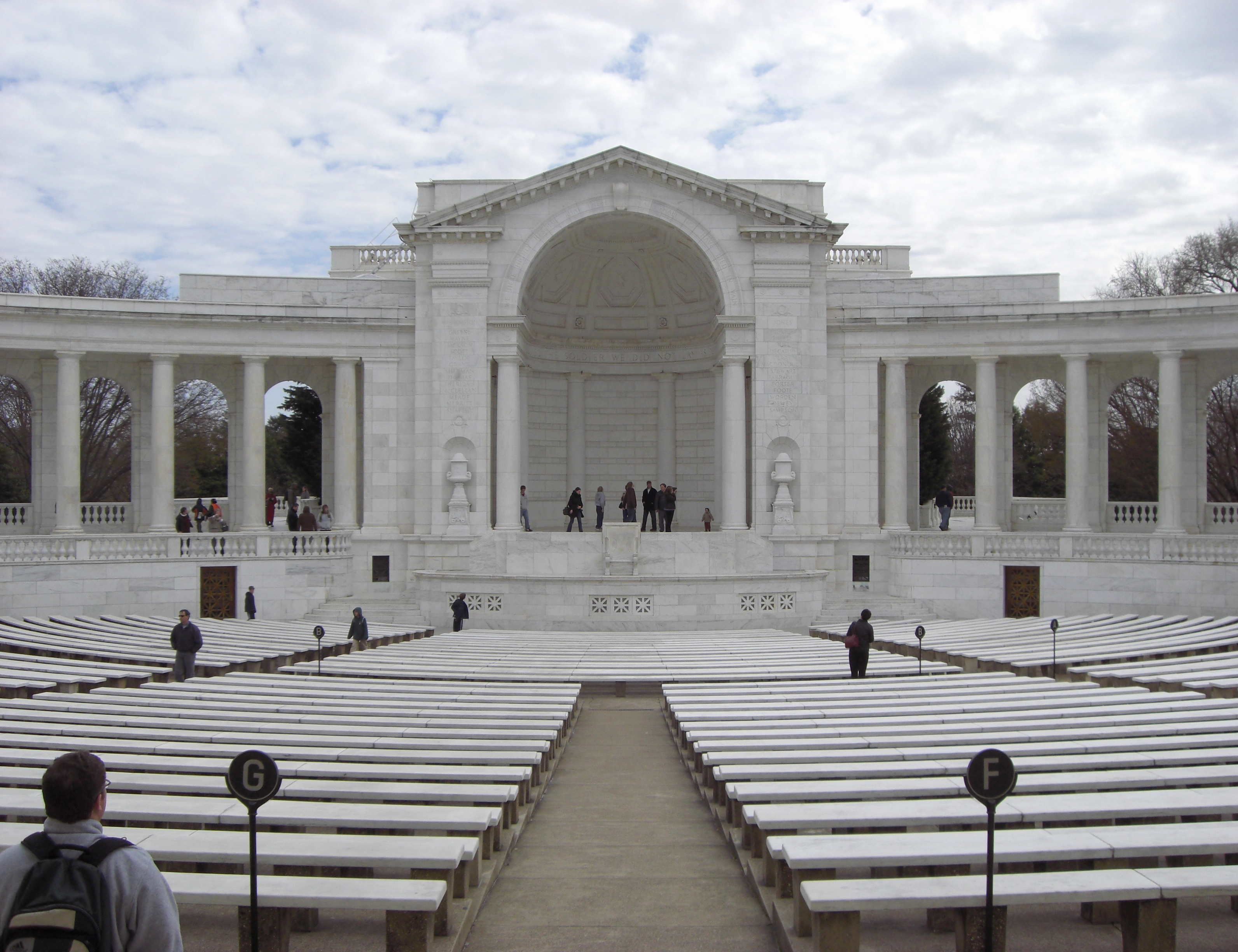
Anfiteatro, vista frontal.
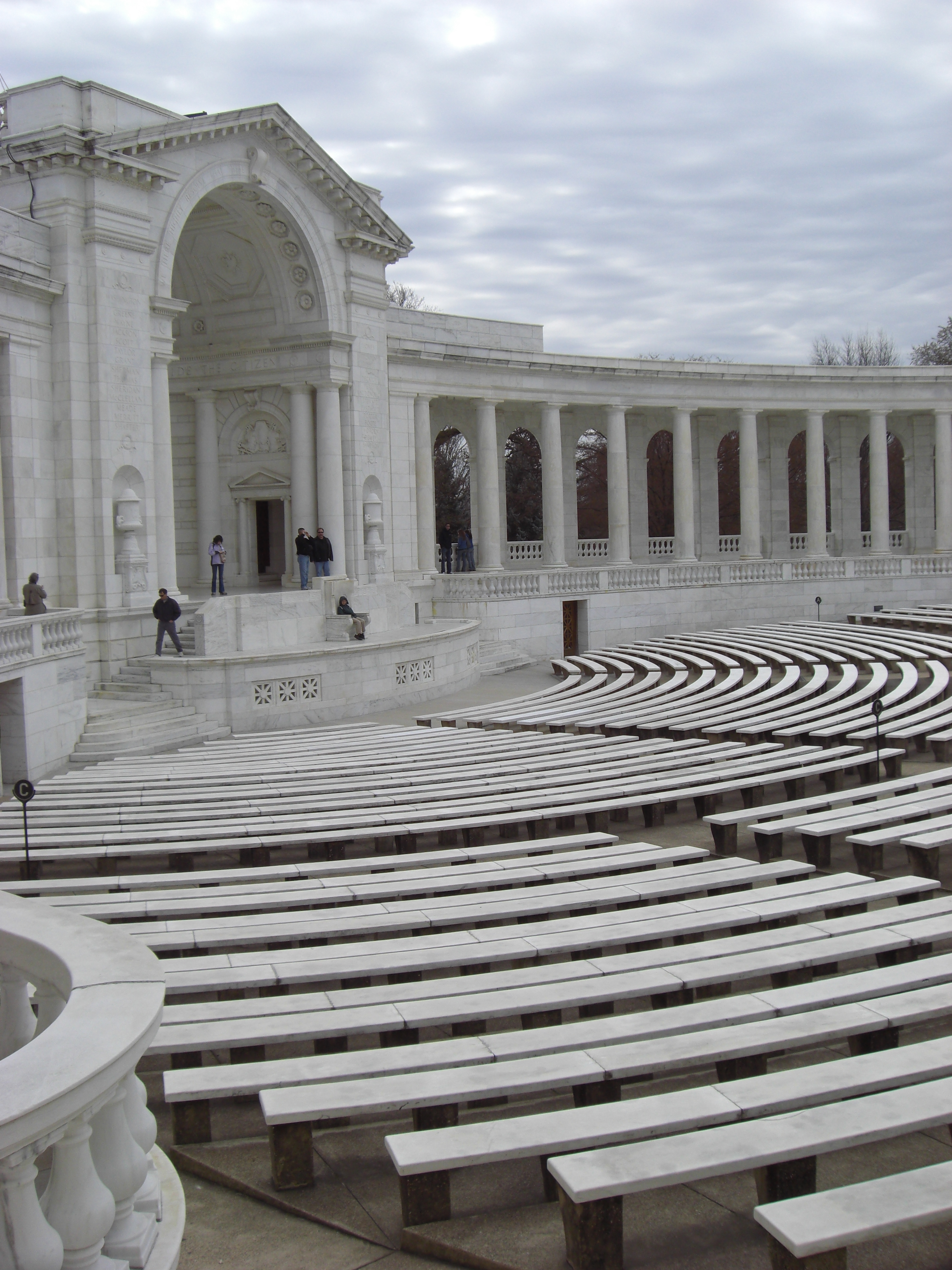
Anfiteatro, vista lateral.
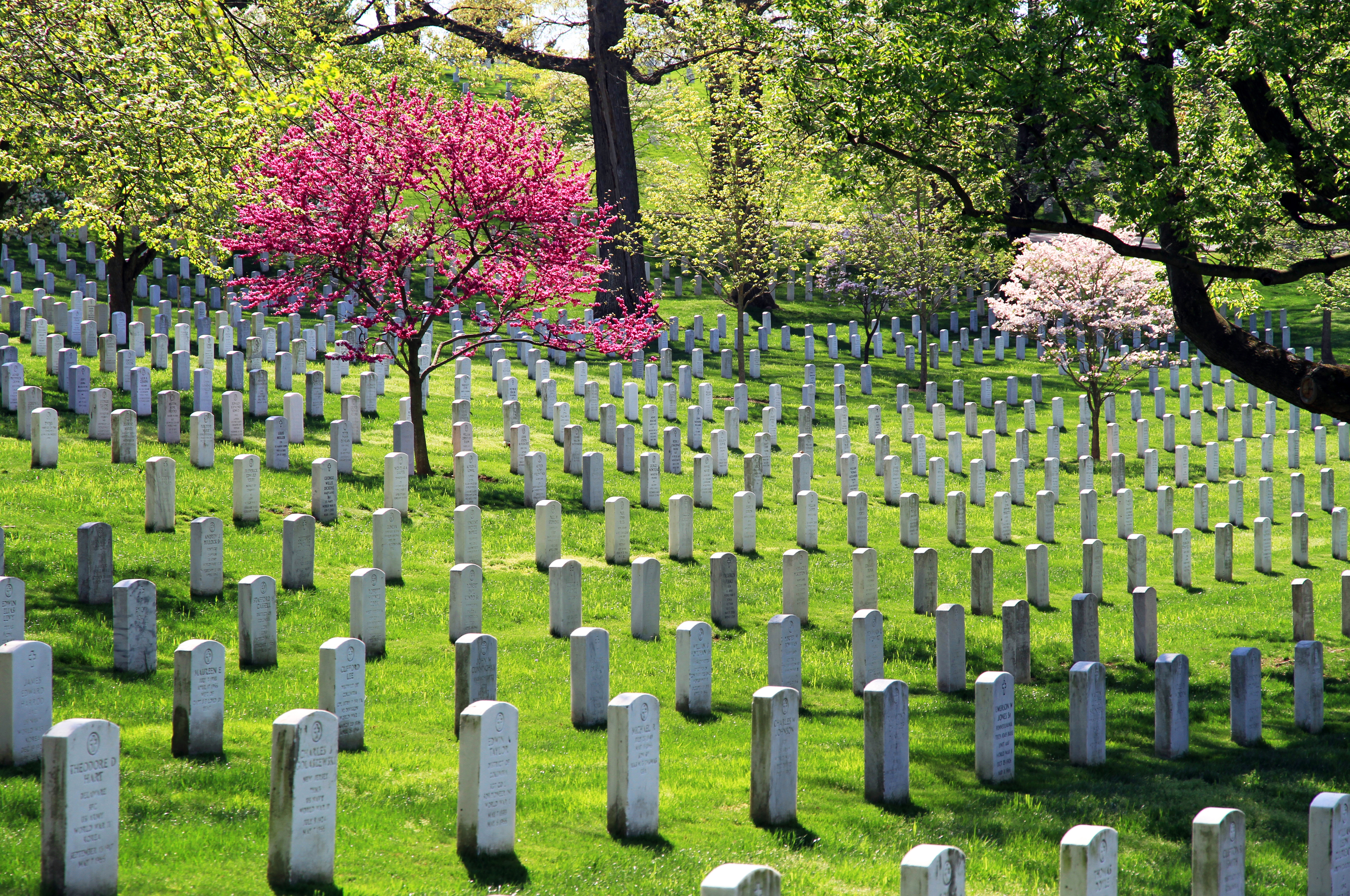
Vista de las lápidas en un día de sol.
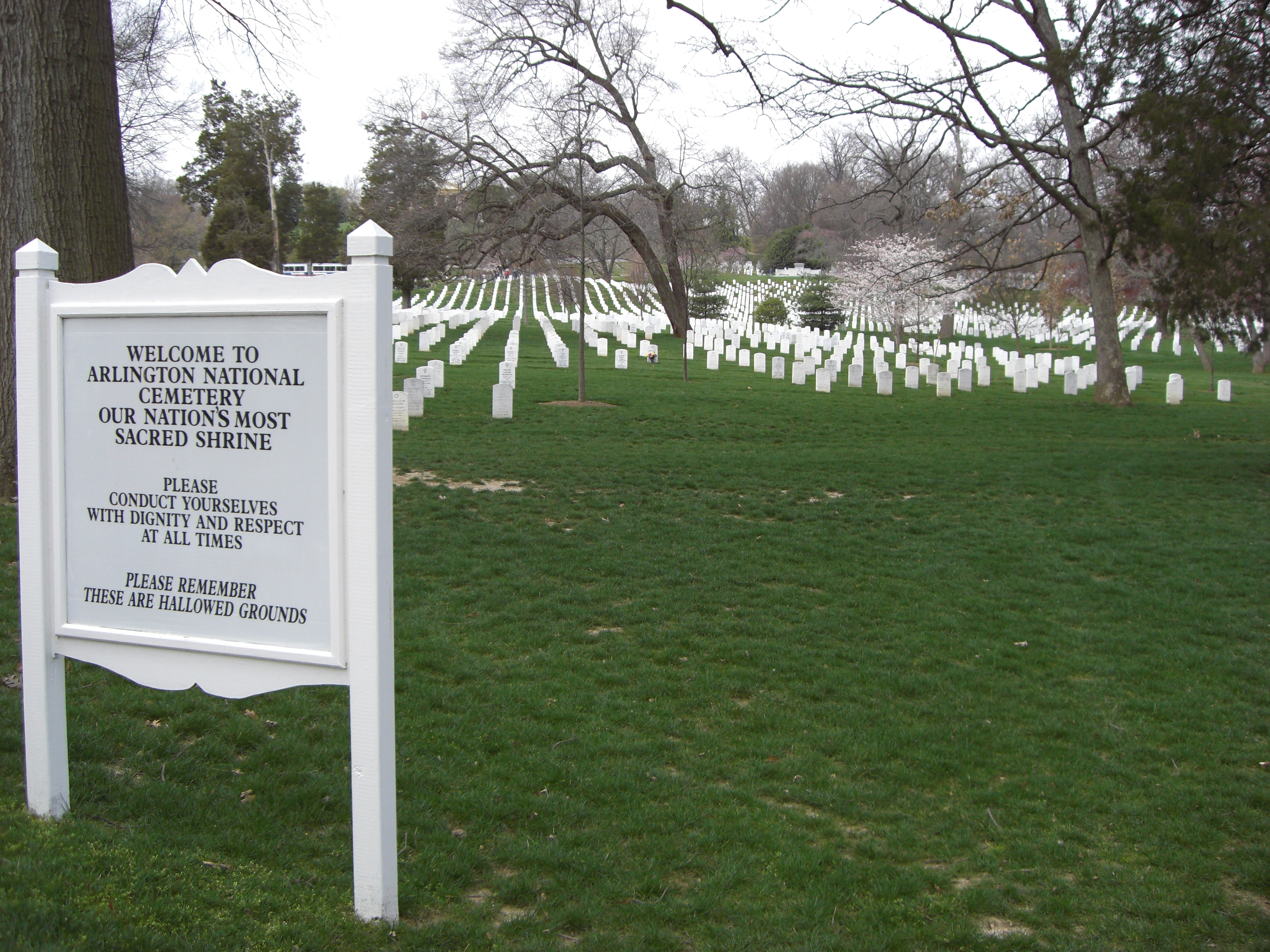
Cartel de bienvenida.
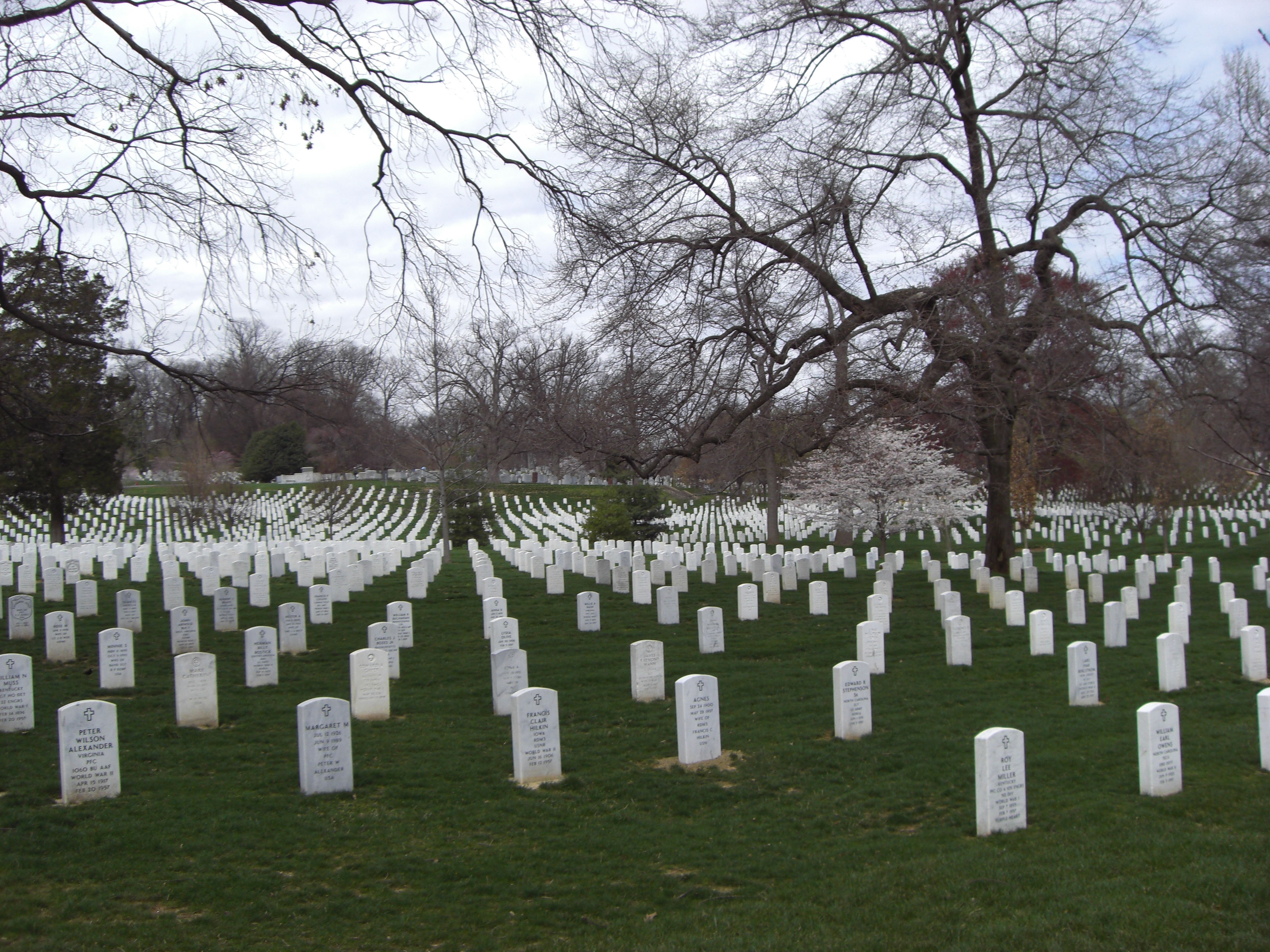
Lápidas en un día nuboso.
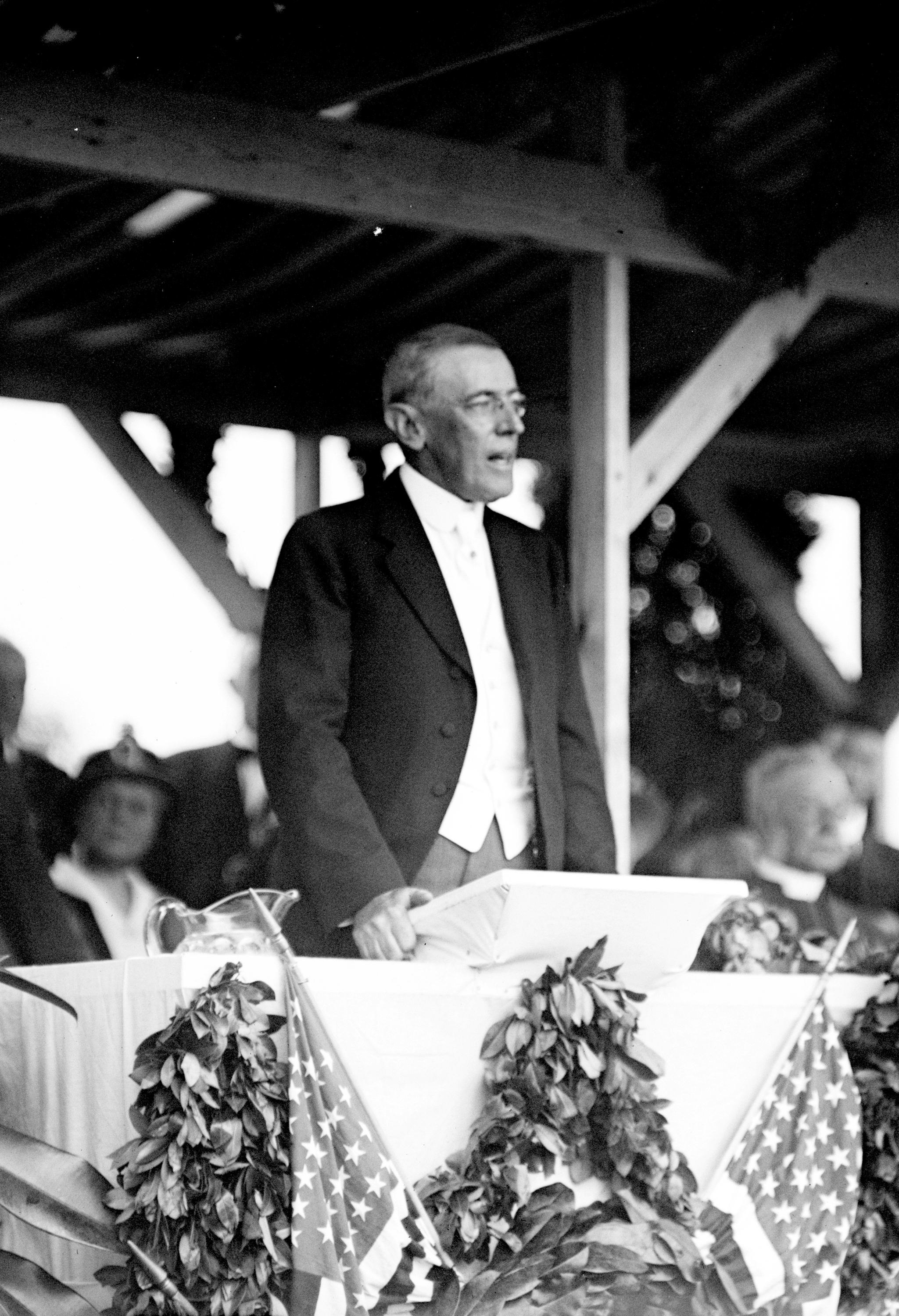
El presidente Wilson inaugura el monumento de la sección Nº 16